# Patrimonialgericht Lustenau
Das Patrimonialgericht Lustenau als Patrimonialgericht der Grafen Waldburg-Zeil im Bereich der früheren Reichsgrafschaft Lustenau bestand zwischen 1813 und 1830. Am 22. März 1830 wurde Lustenau de jure vollständig dem Kaisertum Österreich einverleibt.

## Geschichte
Als Folge des Reichsdeputationshauptschlusses vom 28. Februar 1803 wurde die Reichsgrafschaft Lustenau der Grafen Waldburg-Zeil-Hohenems nach dem Ende des Heiligen Römischen Reiches 1806 nach Bayern einverleibt. Allerdings konnte die hohenemsische Erbin Maria Walburga den Verbleib der niederen Gerichtsbarkeit in ihren Händen erreichen. Durch einen am 21. Mai 1813 in Kempten/Bayern beziehungsweise am 23. Juni 1813 in Kunewald in Böhmen geschlossenen Vertrag übertrug Maria Walburga rückwirkend zum 1. Jänner 1813 alle im Land Vorarlberg gelegenen Besitzungen, darunter auch Lustenau, an ihren von ihr getrennt lebenden Mann, Graf Clemens von Waldburg-Zeil. Der neue Herr von Lustenau bildete dort ein Ortsgericht. Bayern bestätigte durch Reskript vom 24. Dezember 1813 das Patrimonialgericht Lustenau des Grafen.
Im Friedensvertrag von Paris war festgelegt, dass Bayern als ehemaliger Verbündeter Frankreichs Salzburg, das Innviertel, Tirol und Vorarlberg – wie es durch den Friedensvertrag von Preßburg erlangt worden war – mit Ausnahme des Landgerichts Weiler wieder an Österreich zurückgeben musste.
Graf Clemens forderte in der Folge am 14. Februar 1816 von Österreich die Rückerstattung von Lustenau, was die vollständige staatliche Selbständigkeit Lustenaus bedeutet hätte. Er berief sich auf den Staatsvertrag von 1790 und forderte die Wiederherstellung der 1806 entzogenen Hoheitsrechte und die Wiedergutmachung des seither von Bayern und in der Folge von Österreich begangenen Unrechts. Weiters forderte er eine Erstattung seiner entstandenen finanziellen Schäden.
Graf Clemens, der am 10. März 1817 zu Kempten starb, nachdem zuvor schon zwei Söhne und zwei Töchter im Kindesalter verstorben waren, hatte in seinem Testament seinen Neffen, den Grafen Maximilian (1799–1868) zu seinem Universalerben eingesetzt. Dieser war nun Herr allen Hohenemser und Lustenauer Allodialbesitzes geworden. Militärisch blieb das Patrimonialgericht Lustenau von Österreich kontrolliert.
Maximilian von Waldburg-Zeil-Hohenems verzichtete 1830 dann de jure auf seine Rechte in Lustenau. Mit der feierlichen Übergabe der Gerichtsakten am 22. März 1830 wurde Lustenau vollständig dem Kaisertum Österreich einverleibt.